# Селенид таллия
Селенид таллия — бинарное неорганическое соединение
таллия и селена
с формулой TlSe,
кристаллы.

## Получение
- Сплавление стехиометрических количеств чистых веществ:

{\displaystyle {\mathsf {Tl+Se\ {\xrightarrow {330^{o}C}}\ TlSe}}}

## Физические свойства
Селенид таллия образует кристаллы
тетрагональной сингонии, пространственная группа I 4/mcm, параметры ячейки a = 0,8036 нм, c = 0,7014 нм, Z = 8,
структура типа сульфида таллия TlS
.
Реальная химическая формула соединения Tl2Se2, т.е. диселенид диталлия.
Соединение конгруэнтно плавится при температуре 330°C.
При температуре 197÷199°C в соединении происходит фазовые переход.